# 池辺義象
池辺 義象（いけべ よしかた、1861年11月5日（文久元年10月3日） - 1923年（大正12年）3月6日）は、明治・大正時代の国文学者、歌人。号は「藤園」、「知旦」。

## 経歴

### 出生から学生時代
1861年、肥後国（現・熊本県）で熊本藩士・池辺軍次の次男として生まれた。1879年（明治12年）に19歳で伊勢の神宮教院（現・皇學館大学）に入学し、神道・国史・国学を学んだ。神宮教院時代からの同期には落合直文がいた。同教院が閉鎖となると上京し、1882年に東京帝国大学文科大学古典講習科に第一期生として入学。同級生には、落合直文や関根正直がいた。1886年に卒業。東京大学の恩師であった国文学者・小中村清矩の養子となり、小中村義象を名乗る。同年、『東洋学会雑誌』を発刊した。

### 大学卒業以降
1888年、宮内省図書寮属をへて、第一高等学校嘱託となる。1890年、同校教授に昇格し、女子高等師範学校教授も兼ねた。次いで、帝室博物館歴史部員、史料編纂委員をつとめた。
1898年から1901年までパリに留学。留学時に画家の浅井忠と交流を持ち、パリ留学後に見聞記『仏国風俗問答』を刊行した。
1901年に帰国。翌1902年、京都帝国大学講師に就任。御歌所寄人などを務めた。1923年に死去。墓所は青山霊園にある。

## 研究内容・業績
- 「国学改良論」を著して、国学を近代的な学問である「古典学」として再生すべきことを訴えた。

## 逸話
大日本帝国憲法制定に携わった井上毅の国典研究の助手を務めた。

## 家族・親族
- 実父：池辺軍次は熊本藩士。
- 養父：小中村清矩は国文学者。東京帝国大学の恩師でもある。

## 著作
主著に『日本法制史書目解題』、『日本文学史』、萩野由之、落合直文と共編とした『日本文学全書』がある。

### 著書
- 『大政三遷史(明治21(1888)』 - 国立国会図書館デジタルコレクション、小中村義象名義
- 『外交』 博文館, 1889
- 『筑紫のあだ波 一名・元寇始末』 大倉書店, 1890
- 『国文講義』 明治講学会, 1893
- 『新撰女子用文』 吉川半七, 1897
- 『世界読本 巻の1 弘文館』, 1901
- 『仏国風俗問答』 明治書院, 1901
- 『欧羅巴』 金港堂, 1902
- 『日本文学史』 金港堂, 1902
- 『摂河泉名勝』 金港堂, 1903
- 『細川幽斎』 金港堂, 1903
- 『長岡少尉』 吉川弘文館, 1905
- 『帝国軍人読本』 厚生堂, 1905
- 『薫世界』 月瀬紀行 山田芸艸堂, 1905
- 『銀台公』 吉川弘文館, 1907
- 『当世風俗五十番歌合』 吉川半七, 1907
- 『武士道美譚』 金港堂, 1909
- 『女子消息かりのつばさ 』文泉堂, 1909
- 『伝授の松 幽斎公小伝』 金港堂, 1910
- 『七卿落』 辰文館, 1912
- 『日本法制史』 博文館, 1912
- 『皇室』 博文館, 1913
- 『日本法制史書目解題』 大鐙閣, 1918
- 『消息新十二月帖』 吉川弘文館, 1918

### 共著・共編
- 国学和歌改良論 萩野由之共著 吉川半七, 1887
- 日本制度通 萩野由之共著 吉川半七, 1890
- 歴史読本 落合直文共著 博文館, 1891-92
- 国風 増田于信共編 弦巻書店, 1892
- 日本史要 関根正直共編 大倉書店, 1893
- 旅行日記文範 落合直文共著 研文学会, 1902
- 畿内めぐり 増田于信共著 金港堂, 1903
- 陽春集 池田末雄 吉川半七, 1903
- 美姫遺蹟 増田于信(村雨荘司) 金港堂, 1903
- 天津日影 弥富浜雄 中島辰文館, 1911
- 御大礼図譜 今泉定介 博文館, 1915

### 校歌
- 熊本県立熊本高等学校校歌（作曲：岡野貞一）, 1910[3]
- 関西大学旧校歌（作曲：弘田龍太郎）

### 唱歌
- 世界一週唱歌(作歌：田村虎蔵)[4]

### 校注等
- 栄花物語抄 関根正直共編 弦巻書肆, 1890-91
- 大鏡詳解 落合直文共著 明治書院, 1896
- 万葉集撰 啓成社, 1910
- 古事記通釈 啓成社, 1911
- 日本文学選 啓成社, 1911
- 水鏡・大鏡・今鏡・増鏡 博文館, 1914 (校註国文叢書)
- 国文講義土佐日記 朝野書店, 1915
- 歴代御製集 首,1-6 芙蓉会, 1915
- 源氏物語詳解 巻1-5 鎌田正憲 博文館, 1916
- つれつれ草 田中宋栄堂, 1920
- 竹取物語 田中宋栄堂, 1923
- 十六夜日記 田中宋栄堂, 1923

## 参考資料
- 京都大学大学文書館[5]
- 齋藤智朗2006「明治国学の継承をめぐって－池辺義象と明治国学史－」『國學院雑誌』107巻第11号、173-191頁.